# Yvan Audouard
Pour les articles homonymes, voir Audouard.
Yvan Audouard est un homme de lettres français né le 27 février 1914 à Saïgon (aujourd'hui Hô Chi Minh-Ville) et mort le 21 mars 2004 à Paris 15e.
Professeur pendant un temps bref, il a été tour à tour, pour la plume : journaliste, romancier, conteur, humoriste, pamphlétaire, biographe ; et, pour le cinéma : scénariste, adaptateur et dialoguiste.  
Il est le père de l'écrivain et éditeur Antoine Audouard (né en 1956).

## Biographie

### Jeunesse
Yvan Audouard est le fils d'Odilon Audouard, un adjudant qui, à son retour de Saïgon, devient marchand de tabac et de journaux à Montélimar avant de s'installer définitivement à Arles où il devient libraire avec son épouse, Baptistine Balestre, institutrice ; tous deux sont natifs du Sud : (Avignon et Marseille). 
Yvan Audouard a habité dans sa petite enfance à Marseille. Dans le livre Le Sabre de mon père (1999) — titre peut-être démarqué de La Gloire de mon père le premier tome des Souvenirs d'enfance de Marcel Pagnol — il raconte son enfance dans la maison familiale, rue Spinelli, dans le quartier de Saint-Mauront à Marseille, entre 1917 et 1919.

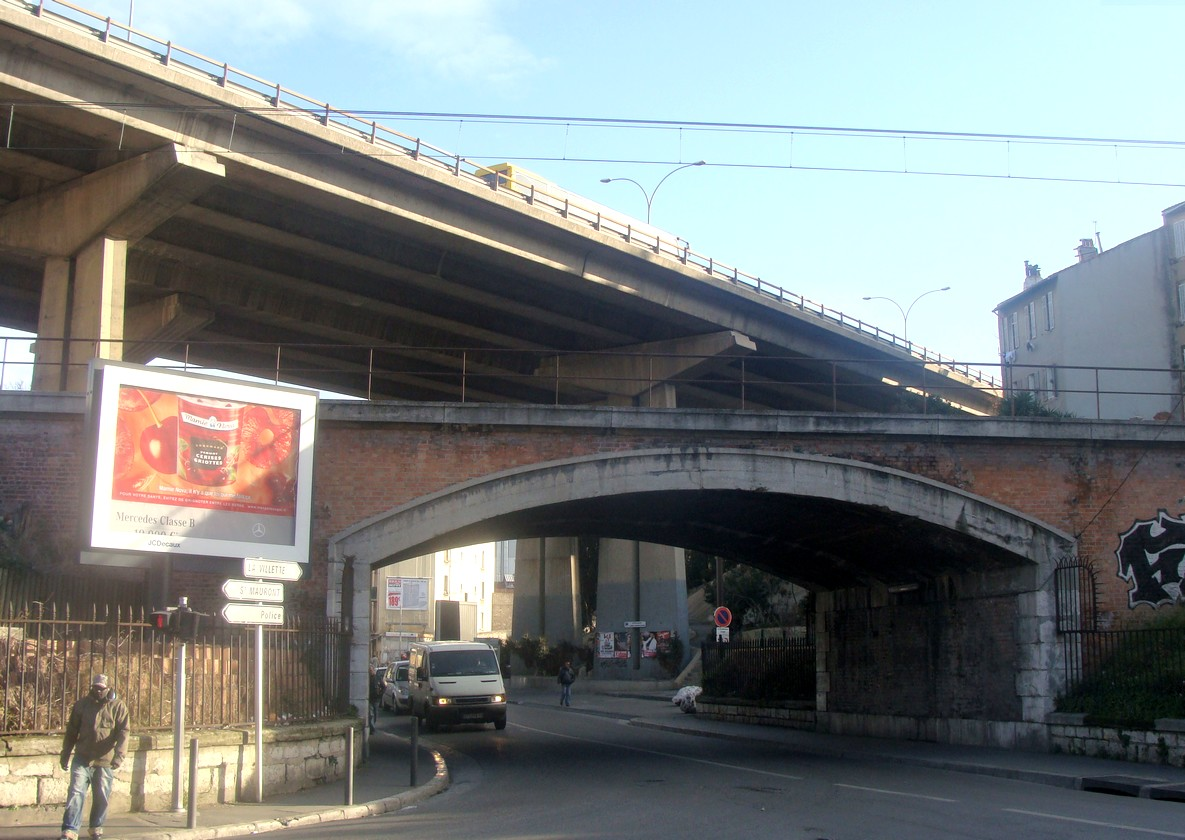
Saint-Mauront, quartier populaire de Marseille où le jeune Yvan a passé son enfance. Ponts superposés : l'autoroute A7 passe au-dessus de la voie ferrée Saint-Charles - La Joliette, qui enjambe le boulevard National.

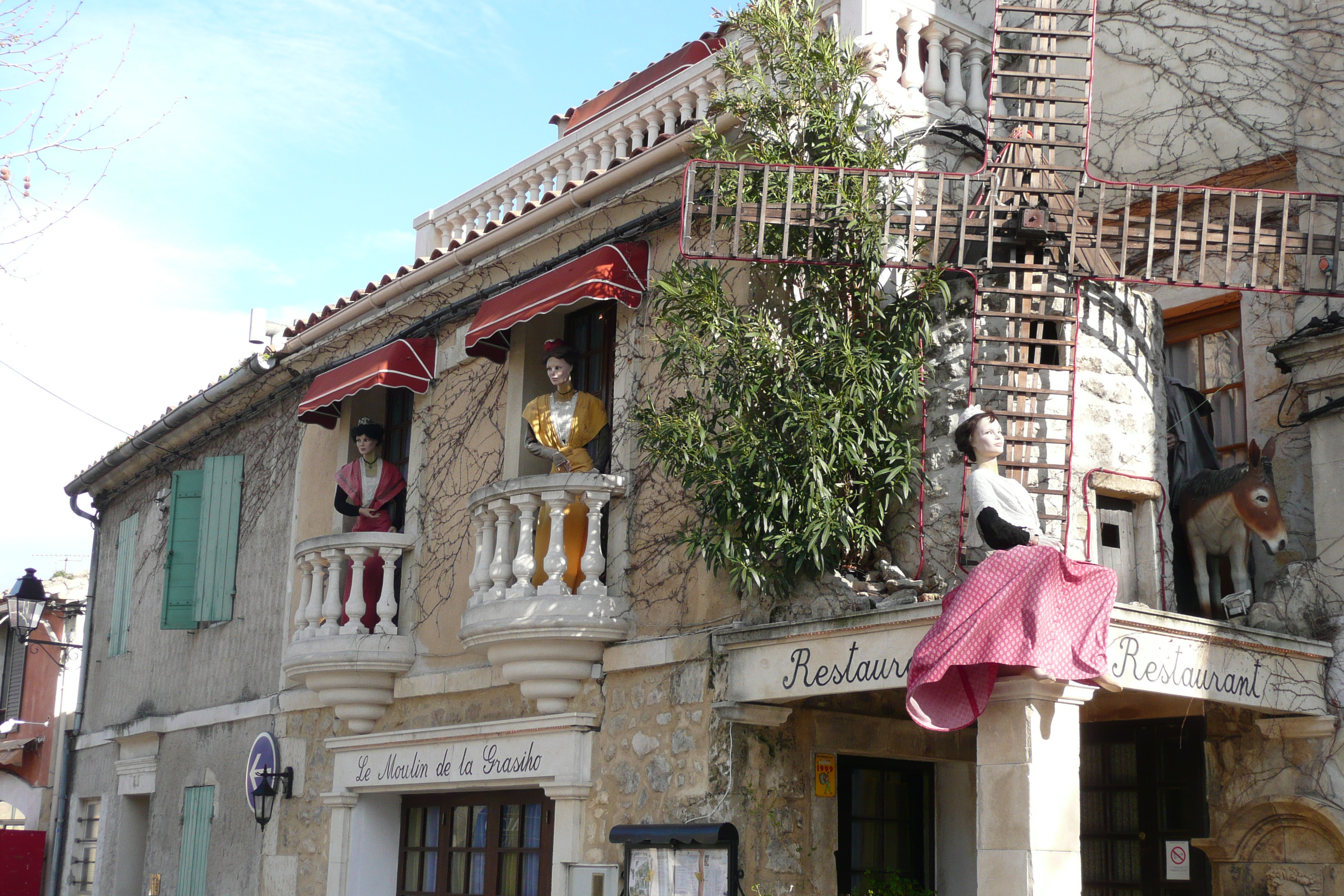
Mannequins en costume d'arlésienne dans une halte touristique à Fonvieille (Pays d'Arles) : [Arles] c'est la ville de mes premiers corsages. Le Bon Dieu a gardé le plus beau pour la fin : il a créé l'Arlésienne. Les Arlésiennes ont un port de reine et les Arlésiens un pas de sénateur.

Puis il passe une grande partie de son enfance à Arles (« ma ville natale préférée »,) et à Nîmes ou à Montélimar en pension : il garde pour la Provence une profonde tendresse et lui doit son accent caractéristique, accent qu'il conserve fièrement comme un étendard de fidélité à ses racines et à sa terre natale, même dans sa vie parisienne « pour en enrichir d'autant la gouaille parisienne » qu'il cultive aussi dans certains de ses écrits et dialogues de cinéma. Sa maison — maison de cœur plus encore que de vacances, qu'il appelle comme on le fait en Provence « mon cabanon », ou parfois « mon pigeonnier » — se situe à Fontvieille (la patrie du Moulin de Daudet, près d'Arles), qui est le théâtre de plusieurs de ses Contes de ma Provence. Il y fait de fréquents séjours tout au long de sa vie pour y retrouver ses amis et son inspiration. Il a aussi successivement deux maisons à Arles même : près des arènes, puis 14, rue Diderot,. 
Après ses deux bacs, il suit les classes préparatoires en lettres supérieures (hypokhâgne et khâgne) au lycée Louis-le-Grand de Paris ; puis, ayant réussi le concours d'entrée, il étudie à l'École normale supérieure de Saint-Cloud. Durant sa jeunesse étudiante, il crée le fantaisiste « Parti légitimiste mérovingien » ou encore milite en faveur du non moins fantaisiste « Comité pour la commémoration du passage des Alpes par Hannibal ».
Après une année à Londres, où il découvre la passion du rugby, il devient professeur d'anglais juste avant la guerre. Il enseigne d'abord en 1938 à l’École normale de Bordeaux puis, en 1940, au collège de garçons d'Arles — aujourd'hui collège Frédéric-Mistral — où lui-même avait été élève.

### Journaliste
Yvan Audouard s'oriente ensuite vers le journalisme. Il est d'abord journaliste au Journal, replié à Lyon pendant la Seconde Guerre mondiale, puis à Franc-Tireur en 1944 (souvent sous le pseudonyme de François Fontvieille). Tour à tour écrivain, humoriste, conteur, dialoguiste, il devient, à partir de 1945, journaliste à Paris dans divers organes de presse dont Paris-Presse, France Dimanche, Paris Jour et l'ORTF : il sera l'un des premiers animateurs de la télévision française avec une émission culturelle quotidienne intitulée Voyons un peu. 
Il rejoint ensuite le Canard enchaîné où il travaille, avec quelques interruptions, durant près d'une cinquantaine d'années. Il y est tour à tour chargé des rubriques théâtrale et littéraire, puis il y tient notamment la chronique de critique de télévision de La Boîte à images, ainsi que la chronique de contrepèteries intitulée Sur l'Album de la Comtesse. Il s'éloigne de l'hebdomadaire satirique dans les années 1990.

### Écrivain
La création proprement littéraire d'Yvan Audouard « débute en 1946 avec Liqueurs fortes, un roman sous l'influence du Tortilla Flat de John Steinbeck ». Auteur prolifique et « d'une curiosité inlassable » il développe une activité d'écriture très intense et dans des genres très différents : il publie plusieurs livres humoristiques et polémiques, des pamphlets (Lettre ouverte aux cons en 1974, La connerie n'est plus ce qu'elle était en 1993), une série de romans policiers mettant en scène le personnage d’Antoine le vertueux, des contes, des romans plus traditionnels, des livres de souvenirs, des biographies littéraires (et personnelles puisqu'il les a bien connus et fréquentés) sur Marcel Pagnol (1973) et sur son ami Antoine Blondin (Monsieur Jadis est de retour, livre pour lequel il a reçu le prix Paul-Léautaud en 1994).
Il est particulièrement connu, dans ses contes provençaux et ses écrits documentaires, comme un des grands chantres de la Provence (ici plutôt celle des Alpilles et de la Camargue), et s'inscrit volontiers dans la lignée de Frédéric Mistral, Paul Arène, Alphonse Daudet, Henri Bosco, Jean Giono, Marie Mauron, qu'il cite tous et invoque souvent dans son œuvre ; et plus encore Marcel Pagnol auquel il était lié par une estime réciproque, ainsi qu'en témoignent la biographie qu'il lui a consacrée (Audouard raconte Pagnol en 1973), comme la préface à sa Pastorale des santons de Provence que ce dernier lui a offerte. Il évoque également à la fois ses souvenirs et son enfance en Provence dans ses Lettres de mon pigeonnier (1991 — allusion probable au  fameux recueil de contes des Lettres de mon moulin d'Alphonse Daudet) ainsi que dans Le Sabre de mon père (1999) entre autres. Il y évoque aussi des personnages célèbres ou encore la tauromachie, car il était un  aficionado, habitué des arènes d'Arles, mais aussi un praticien amateur.
Il est lauréat du prix de l'Humour en 1953 pour À Catherine pour la vie et du prix Rabelais en 1956 pour Brune Hors Série. Ce sont ces deux prix littéraires qui « viennent conforter Yvan Audouard dans sa vocation de romancier et de dialoguiste, que d'intenses activités journalistiques avaient jusque-là confinée au second plan ». Ces deux prix, signant la reconnaissance de son talent d'écrivain par la « profession », l'amènent donc au seuil d'une « nouvelle vie » consacrée essentiellement à l'écriture littéraire et cinématographique ; ils l'engageront en fait à mener de front une « double carrière », car s'il n'est plus sa priorité, Audouard n'abandonne pas pour autant le journalisme. Ce qui lui fera dire, en forme de boutade, sur la quantité de travail que représente cette double « casquette » d'écrivain et de journaliste, et cette double vie de Parisien et d'Arlésien (sinon identité double, car il s'est toujours revendiqué essentiellement Provençal) : « en Provence on travaille autant qu'ailleurs, sinon plus. Au Canard aussi !... ». Surtout si l'on considère la fécondité extraordinaire de son œuvre et la diversité des domaines et des types d'écriture abordés, au point que le recensement exhaustif en est difficile (voir ci-dessous la section consacrée à ses œuvres).      
Sa Pastorale des santons de Provence — à la fois conte provençal traditionnel mettant en scène la Nativité dans sa version provençale pour la crèche et pièce de théâtre (ou pièce radiophonique souvent enregistrée) —, publiée en disque en 1957, est représentée aujourd'hui encore en France et à l'étranger. Elle était notamment jouée tous les ans à Noël (sauf pendant la pandémie de Covid-19), dans un village de Provence : à Tourtour dans le Haut Var en l'église Saint-Denis.

L'église Saint-Domnin dite Saint-Denis (fin Xe siècle) abrite la Pastorale d'Audouard pour Noël à Tourtour...
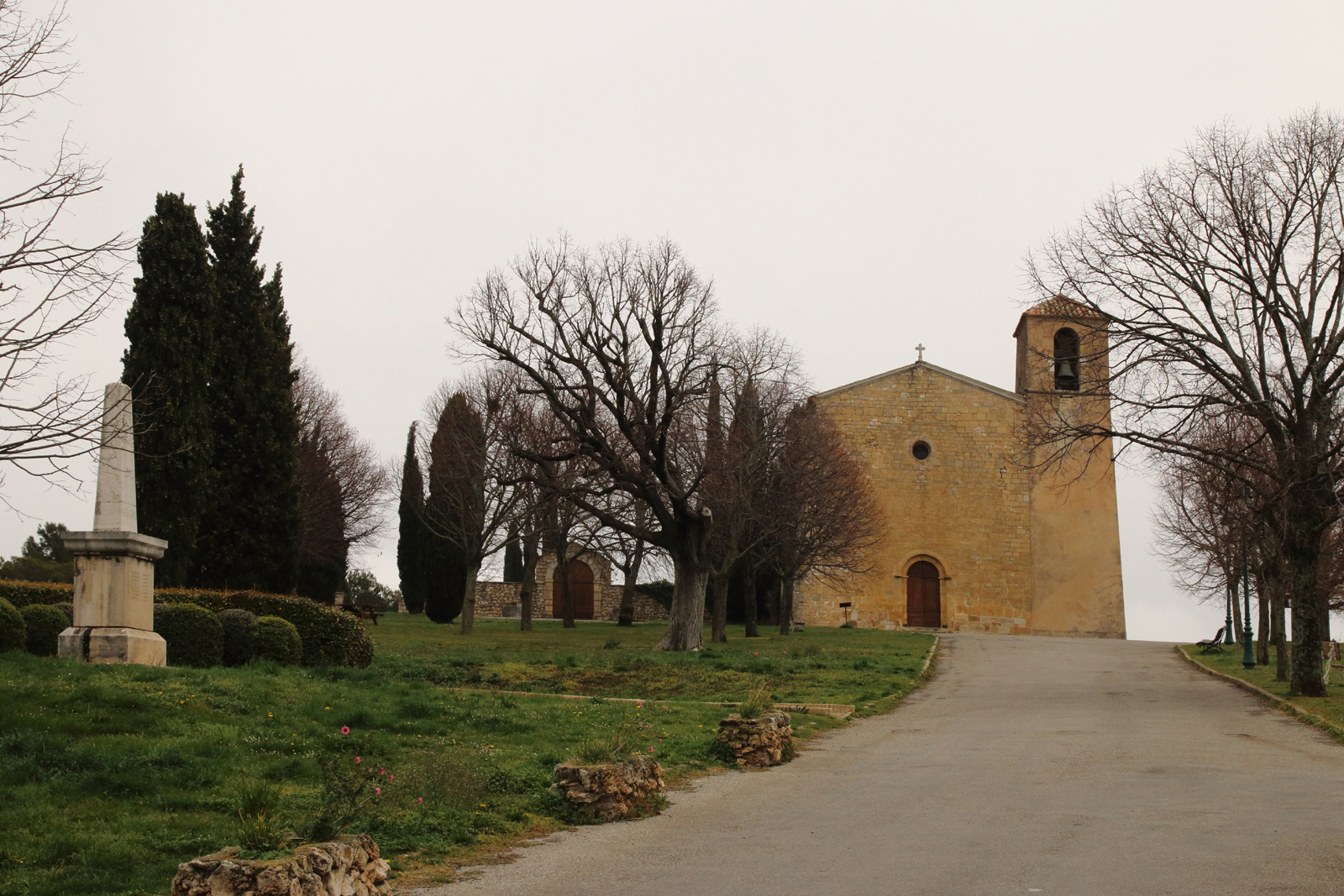
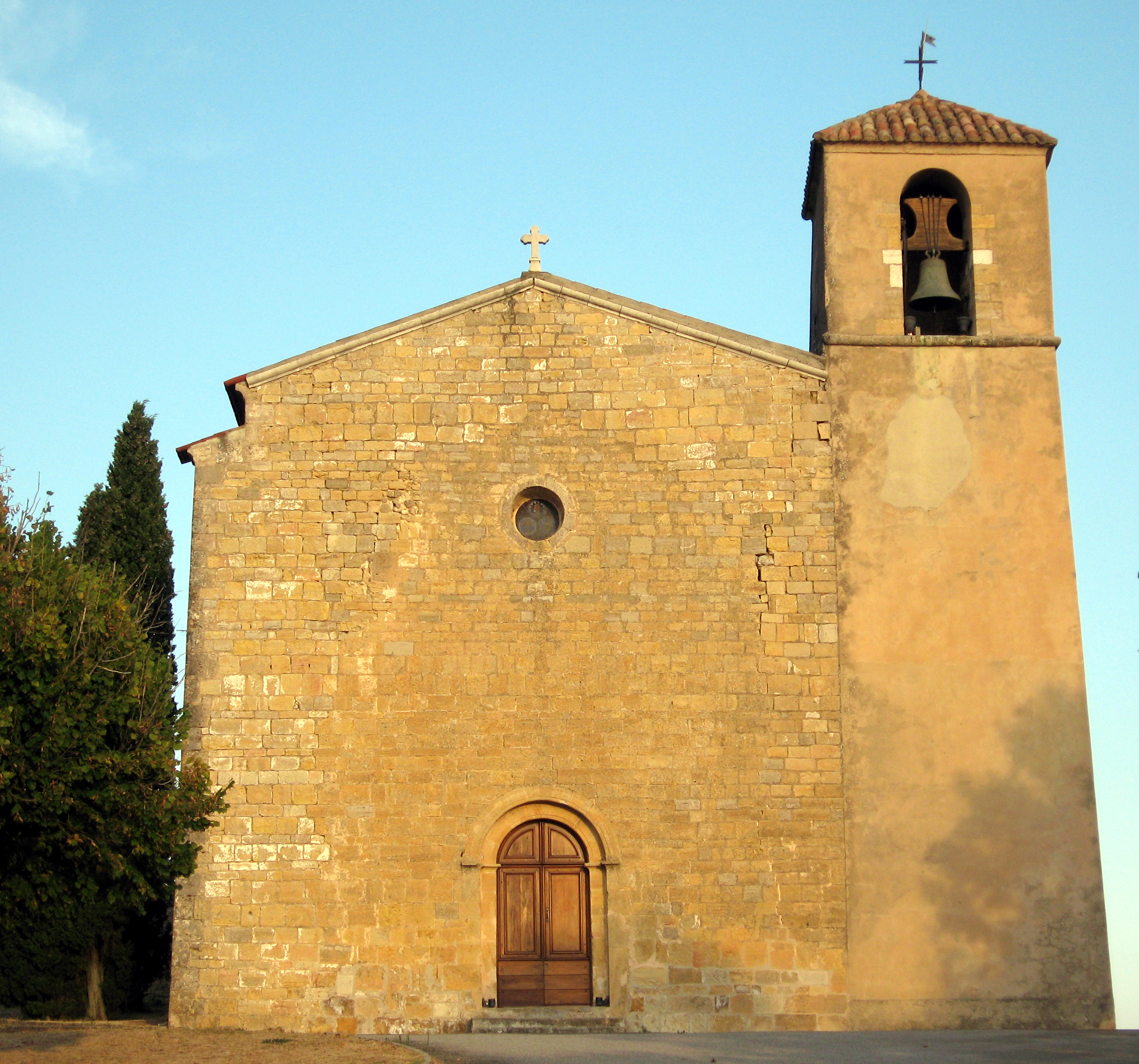
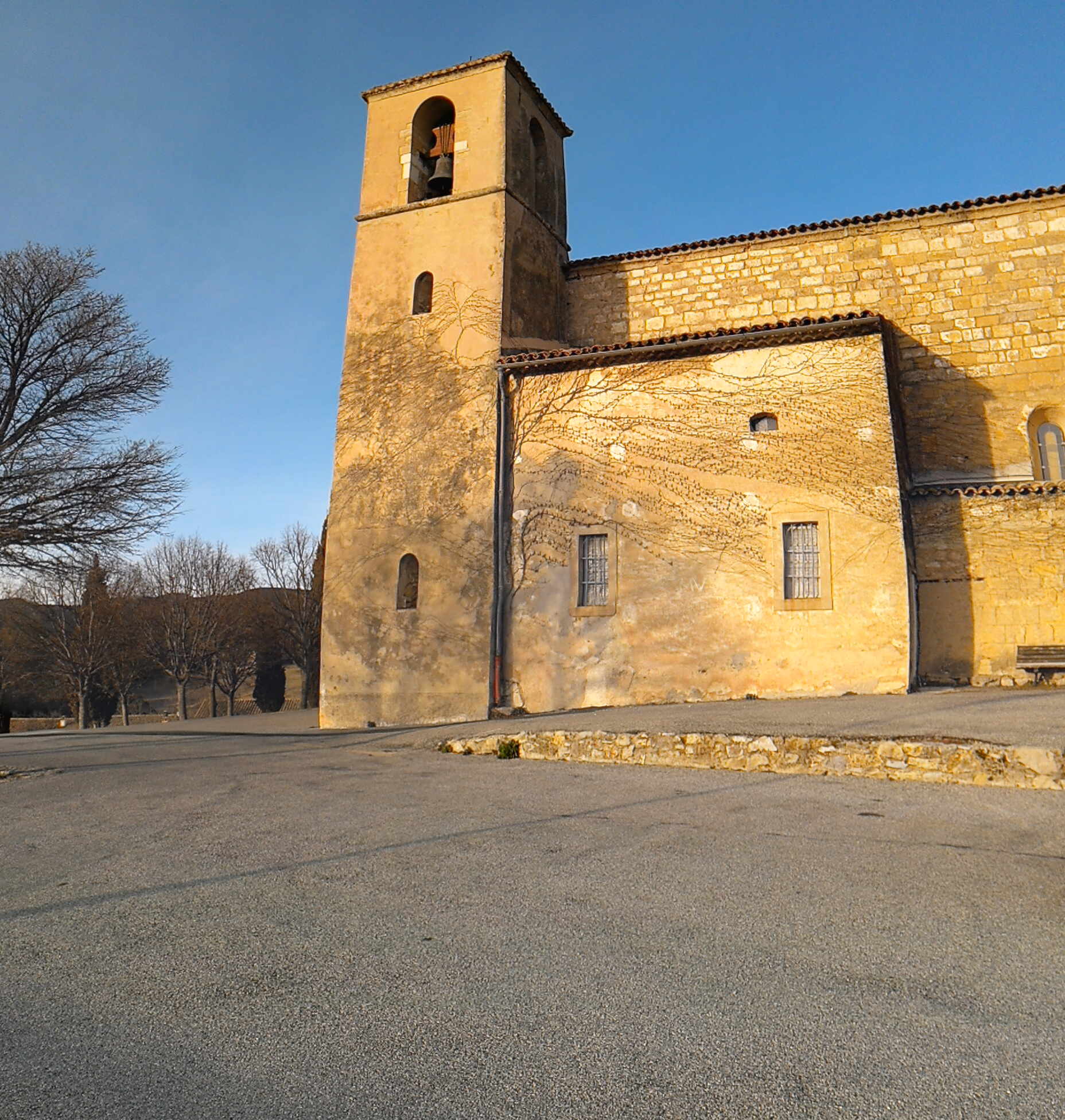

Audouard est également l'auteur des dialogues et/ou du scénario d'une vingtaine de films des années 1960, interprétés entre autres par Fernandel, Lino Ventura, Eddie Constantine. Il est le scénariste du film D'où viens-tu Johnny ? avec Johnny Hallyday et Sylvie Vartan. Il apparaît dans l'émission Italiques en 1971 dans un débat sur L'Homme qui rit de Victor Hugo face à Jean Kerchbron. 
Il a déjà publié, en 1991 et en 2002, deux recueils de pensées dans lesquels « tendresse et férocité s'accordent dans des aphorismes parfaitement ciselés qui ne ratent jamais leur cible », comme il est dit dans la quatrième de couverture du deuxième. En 2011 paraît à titre posthume un troisième recueil de pensées et d'aphorismes intitulé Heureux les fêlés... car ils laisseront passer la lumière. La phrase qui donne son titre à cet ouvrage est souvent attribuée, probablement à tort, à Michel Audiard, sans doute en raison de la quasi-homonymie des deux auteurs. Dans la préface, son fils Antoine Audouard mentionne d'ailleurs que « son agacement, léger mais perceptible, qu’on le confonde avec Michel Audiard dura toute sa vie… ». La version anglaise, « blessed are the cracked for they let in the light », est souvent attribuée à Groucho Marx ou Spike Milligan.
Atteint d'une dégénérescence maculaire liée à l'âge (DMLA) qui le rend presque aveugle, il continue néanmoins d'écrire presque jusqu'à la fin de sa vie, à 90 ans.

### Vie privée et mort
Il épouse le 25 janvier 1955 à Fontvieille Françoise Thirion, fille d'André Thirion, avec laquelle il a deux enfants : Antoine et Marianne.
Yvan Audouard meurt le 21 mars 2004 à la maison médicale Jeanne-Garnier, dans le 15e arrondissement de Paris. Il est inhumé cinq jours plus tard à Fontvieille.

## Œuvres
Il s'agit ici d'un recensement aussi complet que possible mais non exhaustif : les publications d'Yvan Audouard sont nombreuses et diverses, pas toujours accessibles, certaines épuisées chez l'éditeur ; de même, beaucoup de ses articles n'ont pas été réunis en ouvrages ; et il reste, de l'aveu même de l'auteur, des contes inédits dont certains sont peut-être perdus à jamais ; de plus, beaucoup de ses contes n'ont connu de publication que dans la presse (notamment dans le journal Le Provençal, aujourd’hui La Provence), et n'ont pas été repris en recueil : « J'ai dû écrire quelques centaines de contes éparpillés... J'en ai rassemblé aujourd'hui quelques dizaines, revus et corrigés de façon qu'ils fassent un ensemble cohérent, qui parte du concret le plus quotidien pour déboucher sur la légende, le mystère et la féerie. »

### Publications
- Liqueurs fortes, 1946.
- Recherche de Paul Valéry, Albi, Éditions du Languedoc, 1946.
- Au petit poil, Éditions du scorpion, 1949.
- La Belle Embellie, Horay, 1953.
- À Catherine pour la vie, Pierre horay, 1953.
- Brune Hors Série, Éditions de Paris, 1955.
- Vie à crédit, Horay, 1955.
- Minute d'égarement, Série blonde, 1956.
- Bout d'essai, Série blonde, 1956.
- Cartouche ou la Rage de vivre, Éditions de Paris, 1957.
- À la belle hormone, Série blonde, 1957.
- Les Lions d'Arles, Lausanne, La Thune Du Guay, 1957.
- Cocagne, Lausanne, La Thune Du Guay, 1960.
- Pas de panique, Plon, 1963.
- Camargue, Rencontre, 1965.
- Les Aventures du Vertueux : Le Vertueux a tous les vices, Plon, 1965.
- Le Vertueux à Tahiti, Plon, 1965.
- Les Chemins faciles, Plon, 1966.
- Les Secrets de leur réussite, interviews presque imaginaires, Pauvert, 1967.
- Le Vertueux descend à New York, Plon, 1967.
- Ma Provence à moi, Plon, 1968.
- Le Vertueux chez les poulets.
- Le Trésor des Alpilles (contes et récits), Plon, 1969.
- Bons Baisers de Fontvieille, Plon, 1970.
- Audouard raconte Pagnol, Stock, 1973.
- Ma Provence à moi, Presses Pocket, 1973.
- Lettre ouverte aux cons (Collection Lettre Ouverte), Albin Michel, 1974.
- Il se fait tard pour faire la fête, Albin Michel, 1976.
- Dîner avec Giscard, Plon, 1976.
- L'Heure d'été, Stock, 1978.
- La Complainte du malfrat perturbé, Jullian, 1979.
- L'Apprenti fada, Stock, 1979.
- Un homme à nous, Hachette, 1982.
- La Clémence d'Auguste, Albin Michel, 1985.
- Les Contes de ma Provence [livre I], Le Pré aux Clercs, 1986[27].
- Cinquante Ans d'impertinence, Le pré aux Clercs, 1987.
- Les Nouveaux Contes de ma Provence [livre II], Le Pré aux Clercs, 1987.
- Marie, Fixot, Collection « Le Mot et l'Image », 1987.
- Les cigales d'avant la nuit : les Contes de ma Provence [livre III], Le Pré aux Clercs, 1988[28].
- La Belle bleue, Fixot, 1989.
- Almanach égoïste à l'usage de quelques-uns, Rivages, 1990.
- Lettres de mon pigeonnier : les Contes de ma Provence [livre IV[29]], Le pré aux Clercs, 1991[9]
- Les Pensées, illustrées par Cabu, Le Cherche midi éditeur, 1991[30].
- La connerie n'est plus ce qu'elle était, Plon, 1993.
- Monsieur Jadis est de retour : Antoine Blondin, Fixot / La Table ronde, 1994[14].
- Provence, Bergère de lumière et de vent, Laffont, 1995.
- Le Sabre de mon père, Robert Laffont, 1999[4].
- Pensées provisoirement définitives, Le Cherche midi, 2002 (rééd. 2013)[7].
- La Provence de village en village, avec Pierre Pellet, Éditions Ouest-France, 2007.
- Heureux les fêlés... car ils laisseront passer la lumière, NIL, 2011.

### Rééditions en compilations
Dans des collections fondées sur le principe des « intégrales partielles » :
- Ma Provence : romans et contes. Plon, 1993, collection « Omnibus »[31]. 
Cette première « semi intégrale » de ses romans et contes est publiée du vivant d'Yvan Audouard, avec une préface générale et quatre courtes introductions inédites avant 1993 (une par cycle et une pour les contes hors cycle). Ce volume comprend :  
― Hors cycles : ▪︎La Pastorale des santons de Provence ▪︎L’Heure d’été. 
— Le cycle fontvieillois : ▪︎Les Contes de ma Provence  ▪︎Les Nouveaux Contes de ma Provence ▪︎Les Cigales d’avant la nuit  ▪︎Lettres de mon pigeonnier. 
— Le cycle camarguais : ▪︎Les Lions d’Arles  ▪︎Cocagne  ▪︎Le Dernier des Camarguais  ▪︎Sarah des sables  ▪︎La Clémence d’Auguste. 
Cette semi-intégrale contient donc quatre titres en commun avec la suivante : 
▪︎La Pastorale des santons de Provence (version pour le théâtre) ▪︎Les Cigales d’avant la nuit  ▪︎Lettres de mon pigeonnier ▪︎L’Heure d’été. 

Les deux versions de La Pastorale des santons de Provence qui sont présentes dans ces deux volumes sont légèrement différentes : dans celui de 1993, il s'agit de sa version théâtrale, et dans celui de 2006 il s'agit de « son adaptation en récit par l'auteur »[32].

- Tous les contes de ma Provence, Robert Laffont, 2006, collection « Bouquins »[33]. 
Ce volume comprend : 
▪︎Préface par Antoine Audouard, son fils. ▪︎Note sur la présente édition par Françoise et Antoine Audouard. 
▪︎Ma Provence à moi [dont entre autres : ▪︎La Pastorale des santons de Provence (version contée[32]) qui est incluse dans ce premier recueil de contes]. Puis : 
▪︎Le Trésor des Alpilles  ▪Bons baisers de Fontvieille  ▪︎Les Cigales d’avant la nuit   ▪︎Lettres de mon pigeonnier  ▪︎L’ Heure d’été  ▪︎L’Apprenti fada  ▪︎Le Noble Jeu provençal  ▪Camargue  ▪︎Almanach égoïste à l’usage de quelques-uns  ▪︎La Vérité du dimanche  ▪︎Le Sabre de mon père  ▪︎La Cabane dans l'arbre (ce dernier titre par Antoine Audouard).  
Cette semi-intégrale contient donc quatre titres en commun la précédente : 
▪︎La Pastorale des santons de Provence (version contée[32]) ▪︎Les Cigales d’avant la nuit  ▪Lettres de mon pigeonnier ▪L’Heure d’été.

### Discographie
- La Pastorale des santons de Provence,  enregistrement musical Polydor, 1957, puis Étoile, 1960, avec la collaboration musicale de Paul Durand (1907-1977)[18].